# Osteocephalus
Osteocephalus es un género de anfibios anuros de la familia de ranas arbóreas Hylidae. Habitan en la mayor parte del norte de Sudamérica; su límite sur es el Mato Grosso brasileño y Bolivia central. Su rango altitudinal va del nivel del mar hasta los 2000 m s. n. m..

## Especies
Se reconocen las siguientes 26 especies:
- Osteocephalus alboguttatus (Boulenger, 1882).
- Osteocephalus buckleyi (Boulenger, 1882).
- Osteocephalus cabrerai (Cochran & Goin, 1970).
- Osteocephalus cannatellai Ron, Venegas, Toral, Read, Ortiz & Manzano, 2012.
- Osteocephalus camufatus Jungfer, Verdade, Faivovich & Rodrigues, 2016.
- Osteocephalus carri (Cochran & Goin, 1970).
- Osteocephalus castaneicola Moravec, Aparicio, Guerrero-Reinhard, Calderón, Jungfer & Gvodík, 2009.
- Osteocephalus deridens Jungfer, Ron, Seipp & Almendáriz, 2000.
- Osteocephalus duellmani Jungfer, 2011.
- Osteocephalus festae (Peracca, 1904).
- Osteocephalus fuscifacies Jungfer, Ron, Seipp & Almendáriz, 2000.
- Osteocephalus helenae (Ruthven, 1919). - Descrita originalmente en 2012 como O. germani por Ron et al. 2012; pero fue puesto en la sinonimia de O. helenae por Jungfer et al. 2013.[1]
- Osteocephalus heyeri Lynch, 2002.
- Osteocephalus inframaculatus (Boulenger, 1882).
- Osteocephalus leoniae Jungfer & Lehr, 2001.
- Osteocephalus leprieurii (Duméril & Bibron, 1841).
- Osteocephalus mimeticus (Melin, 1941).
- Osteocephalus mutabor Jungfer & Hödl, 2002.
- Osteocephalus oophagus Jungfer & Schiesari, 1995.
- Osteocephalus planiceps Cope, 1874.
- Osteocephalus subtilis Martins & Cardoso, 1987.
- Osteocephalus taurinus Steindachner, 1862.
- Osteocephalus vasquezi Venegas, García-Ayachi, Toral, Malqui & Ron, 2023.[3]
- Osteocephalus verruciger (Werner, 1901).
- Osteocephalus vilarsi (Melin, 1941).
- Osteocephalus yasuni Ron & Pramuk, 1999.

O. pearsoni fue trasladado a su propio género, siendo denominada como Dryaderces pearsoni.